# Ligne de tramway 372
La ligne 372 est une ancienne ligne du tramway de Courtrai de la Société nationale des chemins de fer vicinaux (SNCV) qui relie Courtrai à Pecq de 1952 jusque vers 1926.

## Histoire
29 juin 1906 : concession du capital 151 « Courtrai - Bellegem - Pecq ».
27 septembre 1909 : mise en service en traction vapeur entre Courtrai Gare (Doorniksewijk) et Pecq Village, section Courtrai Gare (Doorniksewijk) - Bellegem Kruisstraat commune avec la ligne Courtrai - Mouscron (capital 85) et nouvelle section (capital 151) ; exploitation par l'Intercommunale de Courtrai (IC),.
25 octobre 1909 : extension jusqu'à la gare de Pecq et création d'un dépôt (nouvelle section, capital 151).
1923 : reprise de l'exploitation par la SNCV.
Vers 1926 : fusion de la ligne avec la ligne 406 Tournai - Pecq du réseau de Tournai.

## Infrastructure

### Dépôts et stations
Nom : (gare) : quand le dépôt ou la station est accolé ou proche d'une gare.
Type : D : dépôt , S : station , Sf : si la station sert de gare douanière à la frontière , Sp : si la station est établie dans un bâtiment privé le plus souvent un café ou plus rarement une habitation privée.
| Illustration | Nom                           | Type | Commune  | Localisation                | État                             | Remarques |
| ------------ | ----------------------------- | ---- | -------- | --------------------------- | -------------------------------- | --------- |
|              | Courtrai Doorniksewijk (gare) | S    | Courtrai | 50° 49′ 23″ N, 3° 16′ 07″ E | hors service                     |           |
|              | Pecq (gare)                   | D    | Pecq     | 50° 41′ 08″ N, 3° 21′ 39″ E | Hors service, en partie détruit. |           |

## Exploitation

### Horaires
Tableaux : 372 (1931).